# 駿河平
駿河平(するがだいら)とは、静岡県駿東郡長泉町の郊外にある、同町の地域。

## 概要
森林が多く、閑静な住宅街が広がる。気候は比較的温暖である。湿度が高く、辺りには苔(こけ)が生えているところもある。

## 住所
静岡県駿東郡長泉町東野が大部分を占める。
その他は上長窪、元長窪など。

## 交通

### 道路
(地域内には県道や国道は通っていない。)
主な道路は駿河平中央通り(するがだいらちゅうおうどおり)。
地域内を通る高速道路
- 東名高速道路
  - 東名高速沼津インターチェンジ
- 新東名高速道路
  - 新東名高速長泉沼津インターチェンジ-2012年初夏開通、比較的近い場所にある。(実際に長泉沼津インターチェンジは地域内にも含まれている住所、上長窪にある。)
    - 東駿河湾環状道路(伊豆縦貫道)長泉インターチェンジ及び沼津岡宮インターチェンジ-大部分は前者、沼津市に近い地域は後者。

### 鉄道
地域内には鉄道は通っていない。
最寄り駅は長泉なめり駅。
新幹線に乗る場合は、長泉なめり駅→沼津駅→三島駅。
ただ、沼津駅まで乗らなくても、新幹線駅の三島駅は、下土狩駅に近いため、徒歩で行ける。その場合は長泉なめり駅→下土狩駅→ (徒歩) →三島駅。

## 校区

### 小学校
長泉町立長泉北小学校

### 中学校
長泉町立長泉北中学校

## 施設
- クレマチスの丘
- 駿河平自然公園
- 桃沢(ももざわ)野外活動センター
- 水と緑の杜(もり)公園
- 愛鷹(あしたか)水神社